# Торрита-ді-Сьєна
Торрита-ді-Сьєна (італ. Torrita di Siena) — муніципалітет в Італії, у регіоні Тоскана,  провінція Сієна.
Торрита-ді-Сьєна розташована на відстані близько 155 км на північний захід від Рима, 85 км на південний схід від Флоренції, 40 км на південний схід від Сієни.

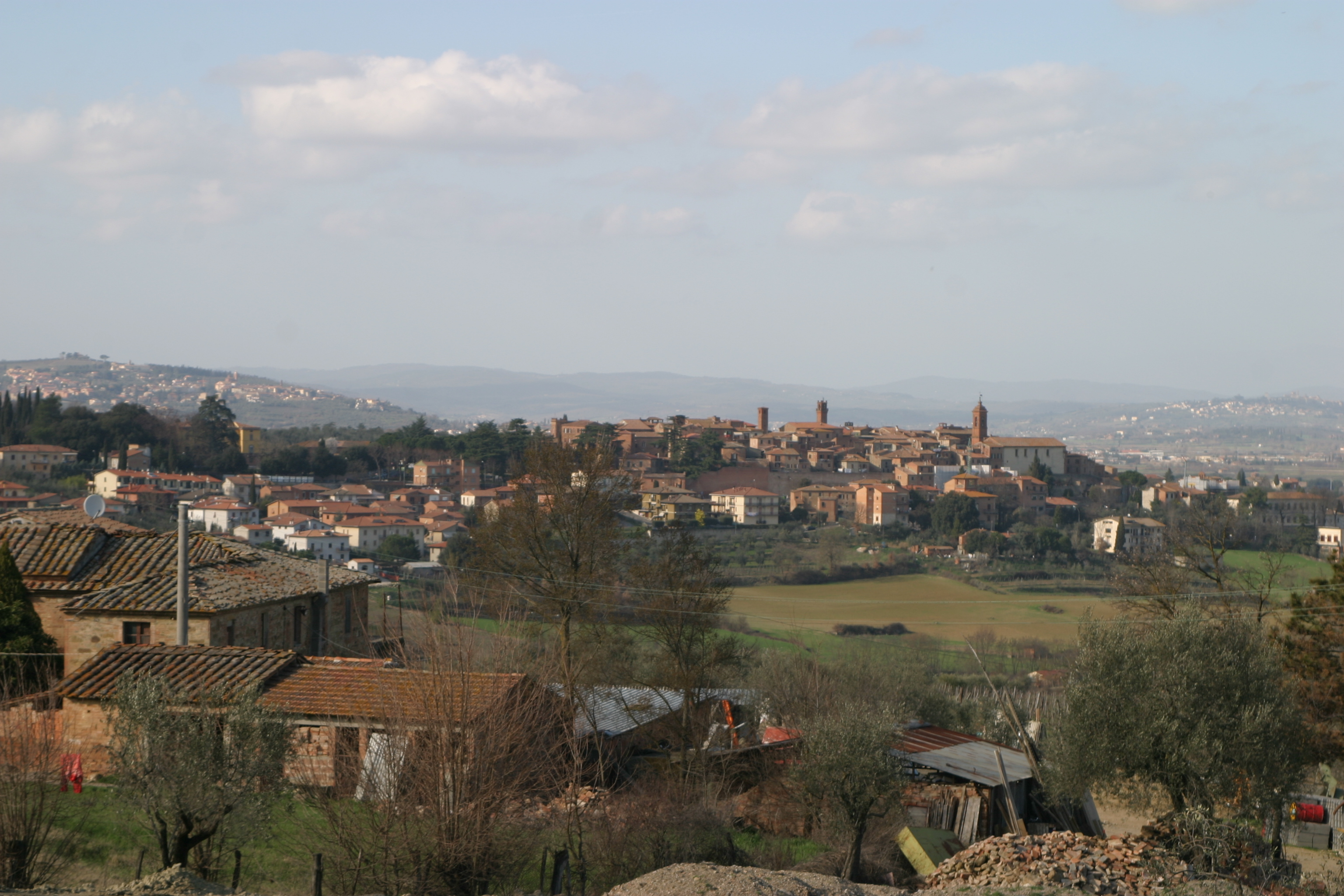

Населення — 7462 особи (2014).

## Демографія
Населення за роками:

Станом на 1 січня 2023 року в муніципалітеті офіційно проживало 558 іноземців з 56 країн, серед них 148 громадян країн Євросоюзу та 14 громадян України.

## Сусідні муніципалітети
- Кортона
- Монтепульчіано
- П'єнца
- Сіналунга
- Трекуанда